# Crenatocetus
Crenatocetus rayi
Genre
Espèce
Crenatocetus est un genre fossile de cétacés de la famille également fossile des Protocetidae. Une seule espèce fossile est connue, Crenatocetus rayi, qui a vécu lors de l’Éocène moyen.

## Classification
Le genre Crenatocetus et l'espèce Crenatocetus rayi sont décrits par Mcleod (d) et Barnes (d) en 2008,

### Étymologie
L'épithète spécifique, rayi, a été donnée en l'honneur du paléontologue Clayton Edward Ray (d).

### Distribution
Selon Paleobiology Database en 2023, l'espèce est représenté par une seule collection venant de la Caroline du Nord.

### Publication originale
- (en) S. A. McLeod et L. G. Barnes, A new genus and species of Eocene protocetid archaeocete whale (Mammalia, Cetacea) from the Atlantic Coastal plain, vol. 41, coll. « Science Series, Natural History Museum of Los Angeles County », 2008, 73-98 p.